# Каліна Болгарська (принцеса)
Калина Болгарська (ісп. Kalina de Sajonia-Coburgo-Gotha y Gómez-Acebo, Kalina de Bulgaria) — болгарська принцеса, п'ята дитина і єдина дочка останнього болгарського царя (1943—1946) і прем'єр — міністра (2001—2005) Болгарії Симеона II і цариці Маргарити Гомес-Ачебо. Офіційний монархічний титул — «Її Королівська Високість Калина, Принцеса Болгарії і Герцогиня Саксонії».

## Біографія
Княгиня Булгарска та Герцогінія Саксонска, народилася 19 січня 1972 року в Мадриді. Вона закінчила французький ліцей у столиці Іспанії, потім вступила до англійського коледжу. Вона вивчала «Лондонську історію мистецтва».
Батько Калини — єдиний у світі монарх, який очолює уряд країни. У 2001 році його партія «Національний рух Симеона II» перемогла на парламентських виборах і Симеон став прем'єр-міністром Болгарії.
За формою правління Болгарія — парламентська республіка. Після скасування монархії в 1946-му, цар Симеон II емігрував до Єгипту. Пізніше жив у Франції і Іспанії. Калина і четверо її братів народилися в Іспанії. Королівська родина повернулася до Болгарії в 1990-х.
У неї є чотири старших брати: Кардам, Кирило, Констянтин, Асен. Ані Калина, ані її брати ніколи не були болгарами. У неї є французька, австрійська, іспанська та італійська кров. За громадянством вона іспанка, хоча є інформація, що вона просила болгарське громадянство собі і сину.
У квітні 1997 року Кіттін Муноз став послом доброї волі в ЮНЕСКО. Після їх римсько-католицького шлюбу благословення було дано шлюбу за наказом Болгарської православної церкви. Для щасливого заходи гостей запрошують з усього світу, а назва Болгарії протягом довгого часу не сходить з центру світових подій

### Весілля
28 жовтня 2002 року дочка колишнього болгарського царя Симеона Саксен-Кобург-Гота вийшла заміж за іспанського дослідника Кітін Муньоса в простій, але традиційній церемонії у вихідні в гірському курорті на південному заході Болгарії. Весілля було проведено в Палаці Царської Бистриці, який був недавно відновлений в сім'ї, в місті Боровець, приблизно в 75 км на Південь від Софії.
У заході взяли участь близько 200 гостей з усього світу, в тому числі члени кількох європейських королівських родин. На прохання батька Калини королівські будинки представляли їхні молодші члени, в тому числі Інфанта Кристина з Іспанії та її чоловік Іньякі Урдангарін, принц і принцеса Майкл із сина Кента Фредерік Віндзор і син колишнього короля Костянтина Греції, Ніколауса.
Саме весілля було традиційним, а наречена одягла болгарську сукню, пошиту місцевими кравцями, білі сандалі і пояс, схожий на той, який зазвичай прикрашає національний одяг країни. Їжа була також традиційною, а гості відкривали свої смаки за допомогою промені (болгарський шнапс), а потім салат skopska, мусака для основної страви і, щоб закінчити, чорничні млинці.
Калина Болгарії хотіла б носити весільну сукню, зроблену її дорогим другом Мігелем Паласіо. Проте, принцеса подала у відставку це бажання, щоб віддати данину поваги її предкам, її батькові, королю Симеону і особливо в честь болгарського народу, який відповів з усією їхньою любов'ю.
З цієї причини Калина вибрала автентичну сукню болгарського традиційного натхнення, спроєктовану відповідно до традицій Родопи, і бажання було дано їй керівниками косметичної компанії Rubella. Футболка, чий розріз нагадувало типові туніки Родопи, має велику етнографічну цінність і була зроблена у співпраці з місцевими фахівцями.
Це була біла сукня з довгими рукавами, чиї вишивки були обрані Калиною, яка також вирішила, де вона хоче, щоб їх розмістили. Аксесуар, вона вибрала пояс, який зазвичай прикрашає традиційні костюми її країни.
Попри те, що була Осінь, принцеса взяла білі сандалі схрещених смужок і відповідні шкарпетки. Принцеса накрила голову білою завісою, обтягнутою простою вишивкою і прикрашеної діамантовою брошкою, що належала родині нареченої, і була поміщена в тіару
Тридцятирічна Калина — наймолодший з п'яти дітей Симеона, всі вони народилися в еміграції в Іспанії. Симеон прийшов на престол у віці шести років, але провів півстоліття у вигнанні, а потім повернувся в свою країну в 1990-х роках. Минулого року він був обраний прем'єр-міністром після того, як його партія перемогла на парламентських виборах, і він став першим колишнім монархом, який повернувся до влади в посткомуністичній Східній Європі.
Іспанський дослідник Кітін познайомився з Калиною в Мадриді три роки тому, після того, як його познайомив їх близький друг і хлопець-аль-Альваро де Марічалар, який також був на весіллі. Кітін є шанувальником відомого норвезького дослідника Тор Хейердалом і вирушив до Атлантики на бамбуковому плоті. Він також працює послом доброї волі для Організації Об'єднаних Націй.

### Сімейне життя
14 березня 2007 року Княгиня Калина народила хлопчика, якого назвали Симеон-Хассан в честь свого дідуся Августина і покійного короля Марокко Хасана II. Яд був названий на честь настоятеля Рильського монастиря в православної каплиці Палацу Царської Бистриці в Боровеце. Сім'я нині живе в марокканської столиці Рабаті, де він є частиною бізнесу пана Муноз.

## Болгарське громадянство
1 лютого 2013 Гота повідомляє, що на зустрічі з прем'єр — міністром Бойко Борисовим і міністром provosadieto Діани Ковачева попросив болгарського громадянства для себе і свого сина Симеона Хасан Муньоса. [2] Saxe-Coburg-Gotha висловив бажання змагатися в Болгарії у змаганнях зі перегонів і, як очікується, почне брати участь у перегонах з клубом верхової їзди Max-99 в Новій Загорі.